# Vehlberg
Vehlberg ist ein Gemeindeteil der Gemeinde Aurach im Landkreis Ansbach (Mittelfranken, Bayern). Vehlberg liegt in der Gemarkung Weinberg.

## Geografie
Das Dorf liegt am Auwiesengraben, einem linken Zufluss der Sulzach. Unmittelbar nördlich des Ortes erhebt sich der Burglersberg (510 m ü. NHN). Auf diesem befindet sich der Burgstall Vehlberg. An den Burglersberg schließt sich im Osten der Vehlberger Ranker an. 0,5 km südlich liegen die Waldgebiete Kreut und Sumpf.
Die Kreisstraße AN 36 führt nach Weinberg zur Staatsstraße 1066 (2 km östlich) bzw. nach Archshofen (3,2 km südwestlich). Eine Gemeindeverbindungsstraße führt nach Baimhofen (1,1 km nordwestlich).

## Geschichte
Vehlberg wurde in den Lehensbüchern der Grafen von Oettingen von 1330 bis 1470 erwähnt. Der Ort hatte den Zehnten an Weybrecht von Wollmershausen zu entrichten. Das Kloster Sulz hatte bereits seit 1399 ein Gütlein auf der Ebene bei Vehlberg. 1424 erwarb es vom Dinkelsbühler Patrizier Sebald Berlin einen Hof in Vehlberg. 1450 fand nördlich von Vehlberg eine Schlacht zwischen Markgraf Albrecht Achilles und dem Fränkisch-Schwäbischen Städtebund statt.
Der Ort lag im Fraischbezirk des ansbachischen Oberamtes Feuchtwangen, 1537 erstmals ausdrücklich bezeugt. 1732 bestand der Ort aus 17 Anwesen, 1 Kapelle und 1 Hirtenhaus. Die Dorf- und Gemeindeherrschaft hatte das eichstättische Vogtamt Aurach. Grundherren waren das Vogtamt Aurach (1 Schmiede, 10 Anwesen), das Stiftskapitel Herrieden (3 Anwesen), das Klosterverwalteramt Sulz (1 Hof) und dem Bürgermeister und Rat zu Ansbach (2 Anwesen, Abgaben gingen an das Landpflegeamt Ansbach). Gegen Ende des 18. Jahrhunderts gab es im Ort 18 Anwesen, von denen 14 eichstättisch waren.
Von 1797 bis 1808 unterstand der Ort dem Justiz- und Kammeramt Feuchtwangen.
Mit dem Gemeindeedikt (frühes 19. Jahrhundert) wurde Vehlberg dem Steuerdistrikt Dombühl und der Ruralgemeinde Weinberg zugeordnet. Im Zuge der Gebietsreform in Bayern wurde Vehlberg am 1. Mai 1978 nach Aurach eingemeindet.
Der Ort hatte einen Haltepunkt Vehlberg an der mittlerweile stillgelegten Bahnstrecke Nördlingen–Dombühl.

### Ehemaliges Baudenkmal
- Haus Nr. 2: Erdgeschossiges Fachwerk-Wohnstallhaus des frühen 17. Jahrhunderts. Unregelmäßige Fensterverteilung z. T. auch modern verändert. Halbwalmdach. Giebelgeschoss etwas vorkragend. Der Dachüberstand durch Büge abgestützt. Erdgeschossiger, giebelseitiger Vorbau mit Pultdach.[11]

### Einwohnerentwicklung
| Jahr      | 001818 | 001840 | 001861 | 001871 | 001885 | 001900 | 001925 | 001950 | 001961 | 001970 | 001987 |
| Einwohner | 126    | 124    | 109    | 103    | 113    | 125    | 126    | 155    | 143    | 127    | 121    |
| Häuser    | 20     | 20     |        |        | 23     | 24     | 22     | 23     | 24     |        | 31     |
| Quelle    | [ 13 ] | [ 14 ] | [ 15 ] | [ 16 ] | [ 17 ] | [ 18 ] | [ 19 ] | [ 20 ] | [ 21 ] | [ 22 ] | [ 1 ]  |

## Religion
Der Ort ist römisch-katholisch geprägt und bis heute nach Mariä Sieben Schmerzen (Weinberg) gepfarrt. Die Einwohner evangelisch-lutherischer Konfession sind nach St. Maria (Kloster Sulz) gepfarrt.